# Niebezpieczne Dzielnice
Niebezpieczne Dzielnice – program dokumentalny emitowany na antenie TVN Turbo od 2 września 2024 roku, w poniedziałki o godz. 22:20. Program pokazuje służbę polskich funkcjonariuszy policji, głównie w nocy, w najbardziej wymagających dzielnicach polskich miast.

## Historia
W pierwszym sezonie, cykl składał się z dwunastu ok. półgodzinnych odcinków. Drugi sezon wystartował 3 marca 2025 roku i składa się z dwunastu odcinków plus odcinka specjalnego, który został wyemitowany po odcinku numer 8 i był rozszerzoną wersją interwencji z odcinka trzeciego drugiego sezonu, w którym policjanci z Jeleniej Góry prowadzili pościg za kierowcą, który nie zatrzymał się do kontroli.

## O programie
Każdy odcinek składa się z kilku historii, na które składają się trzy różne miasta. Dotychczas bohaterami programu byli policjanci z następujących miast:
Sezon 1 – Jelenia Góra, Katowice, Świętochłowice, Łódź, Warszawa
Sezon 2 – Jelenia Góra, Katowice, Świętochłowice, Bytom, Warszawa, Gdańsk
Interwencje i sytuacje przedstawione w programie są autentyczne i występują w nim prawdziwi funkcjonariusze policji na służbie.
Program pokazuje też pracę policyjnych wywiadowców, którzy zgodzili się pokazać swoje dane oraz wizerunki.

## Produkcja
Formuła programu ma charakter dokumentalny. Ekipa telewizyjna jeździ za radiowozem (w którym również znajdują się kamery) i nagrywa zaistniałe sytuacje na miejscu. Narrację od czasu do czasu uzupełnia lektor.
Program powstawał od maja do września 2024 roku (sezon 1) oraz od września do grudnia 2024 roku (sezon 2).
Producentem Niebezpiecznych Dzielnic jest Hubert Maruszkin.